# Heinz Günther Guderian
Heinz Günther Guderian (* 23. August 1914 in Goslar; † 25. September 2004 in Bonn-Bad Godesberg) war ein deutscher Offizier in der Wehrmacht und in der Bundeswehr. In der Bundeswehr war er unter anderem Inspizient der Panzertruppe und General der Kampftruppen im Heeresamt.

## Leben
Guderian wurde als Sohn des späteren Generalobersten der deutschen Wehrmacht Heinz Guderian und Enkel des Generalleutnants Friedrich Guderian geboren. Nachdem er die Schule mit dem Abitur in Berlin-Zehlendorf abgeschlossen hatte, trat er in den Militärdienst am 1. April 1933 als Fahnenjunker ein. Er begann seine Laufbahn in der Kraftfahrabteilung 3 in Wünsdorf. Am 1. April 1935 erhielt er seine Ernennung zum Leutnant. Er war in der Folge Zugführer, Abteilungs- und Regimentsadjutant und schließlich Kompaniechef im Panzerregiment 1 in Erfurt und im Panzerregiment 35 in Bamberg.
Bereits zu Beginn des Zweiten Weltkrieges wurde er während des Überfalls auf Polen mit dem Eisernen Kreuz II. und I. Klasse ausgezeichnet. Während des Westfeldzuges wurde er zweimal verwundet. 1942 besuchte er die Kriegsakademie und war danach im Stab unterschiedlicher Panzerverbände eingesetzt. Ab Mai 1944 gehörte er als Ia dem Generalstab der 116. Panzer-Division an und verblieb bis zum Ende des Weltkrieges dort. Am 5. Oktober erhielt er als Major das Ritterkreuz des Eisernen Kreuzes für das Herausführen der Reste seiner Division aus dem Kessel von Falaise. Guderian nahm an der Ardennenoffensive und den Kämpfen im Hürtgenwald teil. Der Krieg endete für Guderian im April 1945 mit der Kapitulation im Ruhrkessel.
Am 13. Oktober 1947 wurde Guderian aus der Kriegsgefangenschaft entlassen und war von März 1948 bis März 1956 in der Organisation Gehlen tätig. 1956 wurde er als Offizier in die Bundeswehr übernommen und war zunächst bis 1958 als Oberstleutnant Referatsleiter im Bundesnachrichtendienst. Danach wurde er Kommandeur der Panzerbataillone 3 und 174, ab Oktober 1959 Referatsleiter II 1 im Führungsstab des Heeres (Fü H) im Bundesministerium der Verteidigung in Bonn, ab 1961 Unterabteilungsleiter III im Fü H und ab dem 11. Juli 1963 Brigadekommandeur der Panzerbrigade 14. in Koblenz. Im Oktober 1967 wurde er Inspizient der Panzertruppe im Truppenamt in Köln und im Oktober 1968 General der Kampftruppen im Truppenamt, was er bis zu seiner Versetzung in den Ruhestand mit Ablauf des März 1974 blieb.
Von der DDR-Propaganda wurde Guderian in den 1960er Jahren unter „Hitlergeneralstäbler in den Führungsstellen der Bundeswehr“ im sogenannten Braunbuch der DDR aufgeführt.

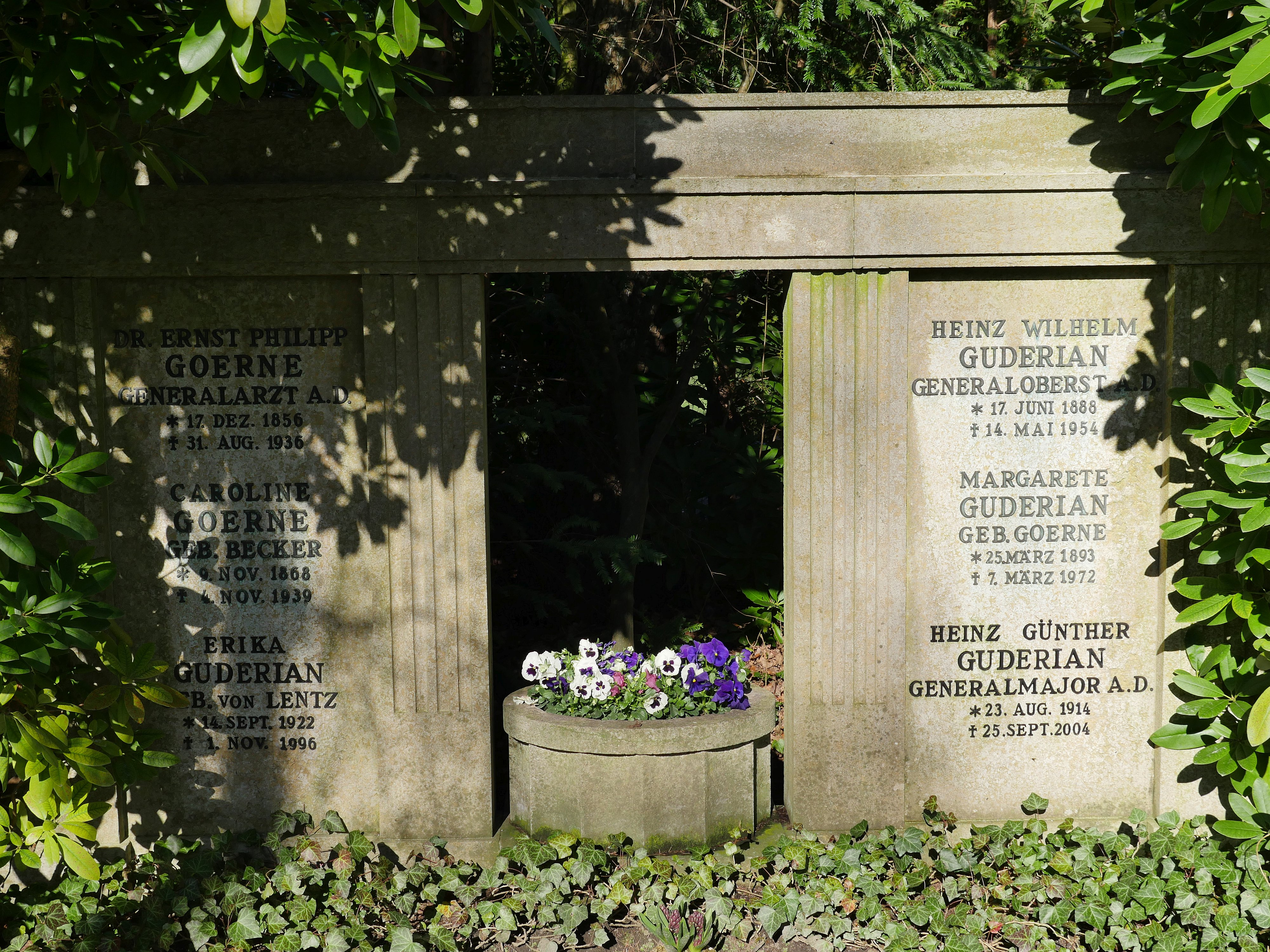
Familiengrab in Goslar

1972 wurde Guderian mit dem Großen Verdienstkreuz des Verdienstordens der Bundesrepublik Deutschland ausgezeichnet und trat 1974 in den Ruhestand.
Im Ruhestand veröffentlichte Guderian zu militärhistorischen Themen. In seinem Buch Das letzte Kriegsjahr im Westen beschrieb er die Geschichte der 116. Panzer-Division und untersuchte unter anderem die Frage, ob die Division am D-Day zurückgehalten wurde, um Umsturzpläne gegen Hitler zu ermöglichen, oder ob es sich um das Zurückhalten als Reserve für eine befürchtete zweite Invasion handelte. Er kam zum Ergebnis, dass die Geschichtsschreibung derartig geheime Pläne nicht klären könne.

## Veröffentlichungen
- Heinz Günther Guderian: Das letzte Kriegsjahr im Westen: Die Geschichte der 116. Panzer-Division, Windhunddivision, 1944–1945. 2., überarb. Auflage. SZ-Offsetdruck-Verlag, Sankt Augustin 1997, ISBN 3-932436-01-6.